# Багз Банни
Багз Банни (англ. Bugs Bunny, дословно — «Кролик Багз») — мультипликационный персонаж, антропоморфный серо-белый кролик, созданный в конце 1930-х годов компанией Leon Schlesinger Productions (позже Warner Bros. Cartoons) и первоначально озвученный Мелом Бланком. Багз Банни наиболее известен по сериям короткометражных мультфильмов Looney Tunes и Merrie Melodies производства Warner Bros.
Похожий на Багза Банни персонаж впервые появился в мультфильме «Porky’s Hare Hunt» (1938) и нескольких последующих короткометражках, но окончательно его образ сформировался в номинированном на «Оскар» мультфильме Текса Эйвери «A Wild Hare» (1940). Багз Банни говорит с бруклинским акцентом, а его коронной фразой является выражение «В чём дело, док?» (англ. What’s up, doc?). Известен своим легкомысленным и беззаботным характером. С 1940 по 1964 годы появился более чем в 160 короткометражных мультфильмах. С тех пор продолжает появляться в мультфильмах, фильмах, сериалах, комиксах (в одном из них, станет похож на версию Бэтмена), видеоиграх. Является одним из самых узнаваемых персонажей в мире. Имеет собственную звезду на Голливудской «Аллее славы».

## Происхождение
Прототипом Багза Банни считается безымянный кролик, фигурировавший в фильме 1938 года «Охота Порки на зайцев» («Porky’s Hare Hunt»). Срежиссированная Беном Хардавэем и Колом Далтоном (который не указан в титрах, но является инициатором разработки персонажа-кролика), эта лента практически повторяла сюжет вышедшего годом раньше фильма «Охота Порки на гусей» («Porky’s Duck Hunt») режиссёра Текса Эйвери за тем исключением, что чёрный утёнок был заменён на белого кролика. Персонаж кролика отличался экспрессивностью, и актёр Мел Бланк первоначально наделил его голосом и сумасшедшим смехом, которые позднее использовал для озвучивания Дятла Вуди (Вудпекера).
Оставаясь безымянным, кролик в 1939 году появился ещё в двух лентах: «Prest-O Change-O» (режиссёр Чак Джонс) и «Hare-um Scare-um» (совместная режиссура Хардавэя и Далтона). В последнем мультфильме цвет кролика изменился с белого на серый. Главный мультипликатор фильма Чарли Торсон первым дал этому персонажу имя. Он написал «Bugs' Bunny» на образце изображения персонажа, нарисованном для Хардавэя, подразумевая принадлежность кролика («кролик Багза»). Со временем апостроф и кавычки были опущены, прозвище стало именем собственным, и кролик Багза стал Багзом Банни.
Первым официальным появлением Багза Банни на экране считается короткометражный мультфильм Тэкса Эйвери «A Wild Hare», вышедший 27 июля 1940 года. Эта первый мультфильм, где используется образ кролика Багза Банни, который появился из кроличьей норы и спросил Элмера Фадда (в роли охотника): «В чём дело, док?», как произносится и сама фраза. Также это первая встреча обоих персонажей, дизайн которых был переделан Бобом Гивенсом, в привычных ролях. Кроме того, вариант озвучивания, использованный Мелом Бланком для Багза в этом фильме, позднее стал стандартом и просуществовал сорок девять лет до смерти Бланка в 1989 году.

## Биография

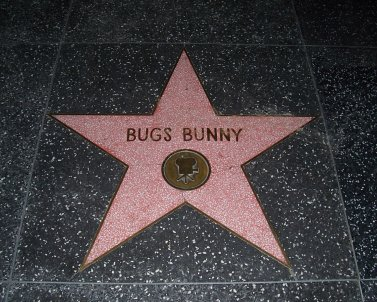
Звезда Багза Банни на голливудской «Аллее славы»

Историю жизни Багза на экране рассказывает он лично в мультфильме «В чём дело, док?». Родился он в обыкновенном роддоме в семье кроликов, чьи имена не упоминаются. Уже когда он только начал ходить, у него открылся талант к музыке, и он уже профессионально играл на пианино, хотя и на игрушечном. В несколько месяцев Багз поступил в танцевальную школу, на школьных спектаклях его всегда выбирали для демонстрации разных танцев. Окончив школу, Багз решил податься в актёры, но первоначально только пел во вступительном хоре, причём всегда одну и ту же песню. Но неожиданно заболела звезда спектакля, и именно Багза выбрали на замену. Он в тот вечер выжал из себя всё, но никто ему не поаплодировал. Его вернули обратно в хор, но Багз уволился из театра, так как искал лишь достойную роль.
Переломным моментом в жизни стал день, когда Багз встретил Элмера Фадда — большую звезду Водевиля, который в то время искал партнёра для нового комедийного номера. Рядом с Багзом было ещё 4 безработных актёра, которые пытались привлечь внимание Элмера импровизацией, но он неожиданно выбрал Багза, который сидел с грустным видом на скамейке и ничего не делал. Само собой, Багз согласился на сотрудничество. Первое время объектом шуток в спектаклях был Багз, но в Нью-Йорке он неожиданно сымпровизировал и отомстил Элмеру, проделав на нём все шутки, что он выделывал на Багзе ранее. Элмер тут же нацелил Багзу в рот ружьё (вызвав смех у зрителей), и тот от страха неожиданно произнёс «В чём дело, док?». Эта фраза заставила зрителей аплодировать, после чего Элмер и Багз стали звёздами Голливуда.

## Отношения с Лолой
Лола впервые появилась в фильме «Космический джем», где была красавицей-спортсменкой, умелой баскетболисткой и своего рода секс-символом. Лола была создана как романтический интерес Багза. Романтическая составляющая фильма заканчивается стандартно. Багс спасает её, когда на неё нападает один из монстров. Правда, эта версия Лолы появлялась с тех пор только в комиксах и нескольких играх. Позже Лола появилась и в фильме-сиквеле.
С введением Лолы в мультфильм Шоу Луни Тюнз, радикально изменилась не только внешность Лолы (благодаря, в основном, стилю рисовки), но и её характер. Теперь она — взбалмошная, сумасшедшая крольчиха с диким воображением и навязчивой любовью к Багзу (которого она ласково зовёт Бан-Баном).
Багзу она очень понравилась при первой их встрече. Однако, на первом же свидании проявились странности Лолы, и Багз посчитал, что им лучше больше не встречаться. Лола, правда, была в восторге от Багза, и потому ему оказалось сложно отделаться от неё.
После совместной поездки в Париж они всё-таки стали парой, саркастичного и спокойного Багза уравновешивала ненормальная крольчиха.

## Фильмы и мультсериалы
- 1988 — «Кто подставил кролика Роджера»
- 1990—1995 — «Приключения мультяшек»
- 1996 — «Космический джем»
- 2003 — «Луни Тюнз снова в деле»
- 2011—2015 — «Шоу Луни Тюнз»
- 2015—2020 — «Кволик»
- 2021 — «Космический джем 2: Новое поколение»

Неофициальные появления:
• Багз Банни появлялся в нескольких эпизодах вселенной YouTube шоу Angry video game nerd в качестве злодея.

## Создатели о персонаже
«В чём дело, док?» — вещь очень простая. Фраза смешная только из-за ситуации [в которой она произносится]. Это была полностью реплика Багза Банни. Она не была смешной. Если провести аналогию с людьми: как-то ночью вы приходите домой поздно, ступаете к воротам во дворе, идёте через ворота и прямо в переднюю, дверь полуоткрыта и некто стреляет у вас в гостиной. Так что же вы делаете? Вы убегаете, если у вас есть хоть капля здравого смысла, по крайней мере, вы можете позвать копов. Но что, если вы подходите, стучите ему по плечу, заглядываете и говорите «В чём дело, док?». Вам интересно, что он там делает. Это смехотворно. Это не то, что говорят в таких ситуациях. Так что, думаю, тем фраза и смешна. Другими словами, задаётся совершенно резонный вопрос в совершенно неподходящей ситуации. — Чак Джонс о коронной фразе Багза Банни

## Багз Банни в играх

### Игры с Багзом Банни в качестве главного героя
- «The Bugs Bunny Crazy Castle» — платформенная головоломка для NES, выпущенная Kemko[англ.] в феврале (на американском рынке в июле) 1989 года
- «The Bugs Bunny Birthday Blowout» — аркада для NES, выпущенная к 50-летию Багза Банни Kemko в августе (на американском рынке в сентябре) 1990 года
- «The Bugs Bunny Crazy Castle 2» — аркада для Game Boy, выпущенная Kemko / Nintendo в сентябре 1991 года
- «Bugs Bunny Rabbit Rampage» — аркада для Super NES, выпущенная Sunsoft в феврале 1994 года
- «Bugs Bunny in Double Trouble» — аркада для Sega Mega Drive и Sega Game Gear, выпущенная Probe Entertainment Ltd. / Atod AB / SEGA в 1996 году
- «Carrot Crazy» — аркада для Game Boy Color, выпущенная Infogrames Inc. в ноябре 1998 года
- «Bugs Bunny Crazy Castle 3» — аркада для Game Boy Color, выпущенная Kemko / Nintendo в 1999 году
- «Bugs Bunny: Lost in Time» — аркада для PlayStation и PC, выпущенная Behaviour Interactive / Infogrames Inc. в 1999 году
- «Bugs Bunny & Taz: Time Busters» — аркада для PlayStation и PC, выпущенная Artificial Mind and Movement / Infogrames Inc. в 2000 году
- «Looney Tunes Collector: Alert!» — РПГ для Game Boy Color, выпущенная Infogrames Inc. в июне 2000 года

### Прочие игры, в которых фигурирует Багз Банни
- «Acme Animation Factory» — конструктор мультфильмов для Super NES, выпущенная Sunsoft в ноябре 1994 года
- «Looney Tunes B-Ball» — спортивный симулятор (баскетбол) для Super NES, выпущенный Sculptured Software, Inc. / Sunsoft в мае 1995 года
- «Space Jam» — спортивный симулятор (баскетбол) для PC, Sega Saturn и PlayStation, выпущенный Sculptured Software / Acclaim Entertainment в ноябре 1996 года
- «Looney Tunes Racing» — гоночный симулятор для PlayStation и Game Boy Color, выпущенный Infogrames Inc. в ноябре 2000 года
- «Looney Tunes: Space Race» — гоночный симулятор для Dreamcast и PlayStation 2, выпущенный Infogrames Inc. в ноябре 2000 года (версия для PS2 вышла в марте 2002-го)
- «Looney Tunes Collector: Martian Revenge» — РПГ для Game Boy Color, выпущенная Infogrames Inc. в январе 2001 года
- «Loons: The Fight for Fame» — файтинг для Xbox, выпущенный Infogrames Inc. в сентябре 2002 года
- «Looney Tunes: Back in Action» — аркада для PlayStation 2, Game Boy Advance и GameCube, выпущенная Warner Bros. Interactive Entertainment / Electronic Arts в ноябре 2003 года
- «Looney Tunes: Acme Arsenal[англ.]» — аркада для Wii, PlayStation 2 и Xbox 360, выпущенная Redtribe / Warner Bros. Games в октябре 2007 года
- «Looney Tunes БЕЗУМНЫЙ МИР» - игра (для iOS и Android) в жанре action RPG, выпущенная разработчиком Scopely 12 декабря 2018 года